# Hongkongia
Hongkongia Song & Zhu, 1998 è un genere di ragni appartenente alla famiglia Gnaphosidae.

## Distribuzione
Le 4 specie note di questo genere sono diffuse in vari paesi del Asia orientale e sudorientale: la specie dall'areale più vasto è la H. wuae, rinvenuta in località del Sulawesi, della Cina e di Hong Kong.

## Tassonomia
Le caratteristiche di questo genere sono state determinate sulla base delle analisi effettuate sugli esemplari di Hongkongia wuae Song & Zhu, 1998.
Non sono stati esaminati esemplari di questo genere dal 2009.
Attualmente, a ottobre 2015, si compone di 4 specie:
- Hongkongia caeca Deeleman-Reinhold, 2001 — Isole Molucche
- Hongkongia reptrix Deeleman-Reinhold, 2001 — Giava, Borneo, Bali
- Hongkongia songi Zhang, Zhu & Tso, 2009 — Taiwan
- Hongkongia wuae Song & Zhu, 1998[2] — Hong Kong, Sulawesi, Cina